# Cisalpinská republika
Cisalpinská republika (italsky Repubblica Cisalpina) byl krátce existující severoitalský stát, tzv. sesterská republika (loutkový stát) revoluční Francie.

## Historie

### První republika
Po bitvě u Lodi v květnu 1796 vytvořil Napoleon Bonaparte dva nové státy - jeden na jih od řeky Pádu, Cispadánskou republiku, a druhou na sever od této řeky, Transpadánskou republiku. Dne 19. května 1797 Napoleon předal Transpadánské republice území Mantovského vévodství a 12. června vydal výnos o vytvoření Cisalpinské republiky sestávající z obou popádských republik, sestavení jejího direktoria a jmenování jejích ministrů. Dne 7. července vydala Francie pro tuto republiku novou ústavu, která rozdělila území na 11 departementů: Adda (Lodi), Alpi Apuane (Massa), Crostolo (Reggio nell'Emilia), Lario (Como), Montagna (Lecco), Olona (Milán), Panaro (Modena), Po (Cremona), Serio (Bergamo), Ticino (Pavia) a Verbano (Varese).

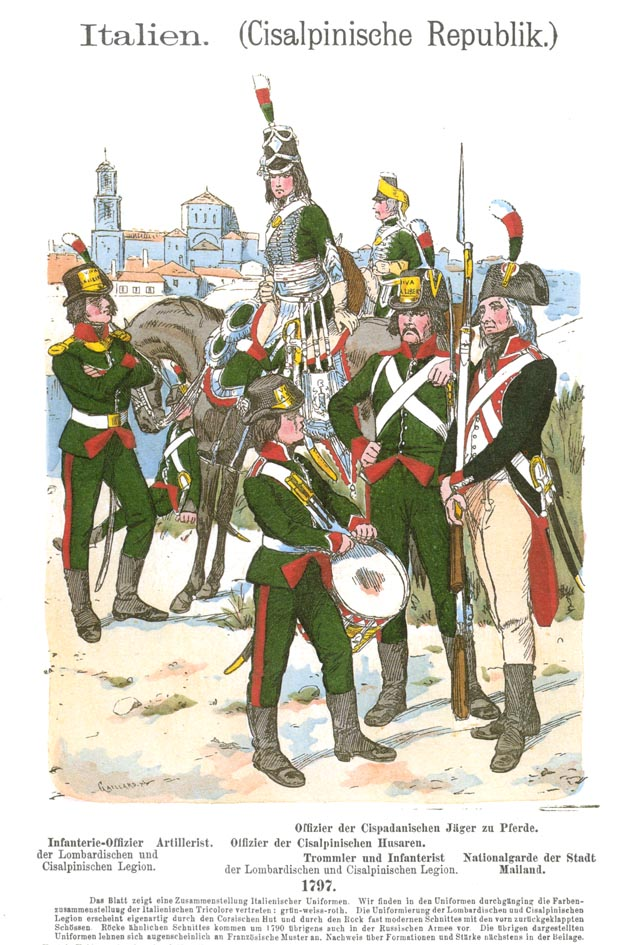
Vojáci (Cisalpinská republika, 1797, Itálie)

Zbytek Cispadánie byl sloučen s Cisalpinskou republikou 27. července a hlavním městem se stal Milán. Dne 22. října Napoleon sloučil Cisalpinii s údolím Valtellina, které se oddělilo od švýcarského Trojspolku. Rakousko uznalo tento nový stát v mírem z Campo Formio podepsaného 17. října, výměnou za zisk zbytku Benátské republiky. Dne 15. listopadu bylo zákonem uznáno plné mezinárodní uznání a legálnost nového státu. Parlament se skládal ze dvou komor (Velká rada a Rada starších) a byl přímo jmenován Napoleonem 21. listopadu 1797. Postupem doby se připojovaly nové departementy: Benaco (Desenzano) 1. března 1798, Mella (Brescia) 2. května, Mincio (Mantova) 26. května a pět dalších departementů z Emilie.
Dne 31. srpna 1798 francouzský vyslanec Claude-Joseph Trouvé rozpustil direktorium a následujícího dne vyhlásil novou ústavu s posílením výkonné mocí. Bylo změněno rozložení departementů, jejichž počet se vrátil na 11: Olona (Milán), Alto Po (Cremona), Serio (Bergamo), Adda-e-Oglio (Morbegno), Mella (Brescia), Mincio (Mantova), Panaro (Modena), Crostolo (Reggio nell'Emilia), Reno (Bologna), Basso Po (Ferrara) a Rubicone (Forlì). Počet členů místních direktorií byl snížen na tři a byly zrušeny magistráty pro obce s 3 až 10 tisíci obyvateli. Trouvé také jmenoval nové direktorium, které mělo více moci, a parlament s dvěma komorami (tzv. Anziani (starší) a Giuniori (mladší)). První sestávala z 40 zvolených členů spolu s bývalými direktory, druhá měla 80 členů. V říjnu se pokusil francouzský generál Guillaume Marie Anne Brune provést převrat a dosadit nové direktory, ale ti nebyli uznáni rozhodnutím francouzského direktoria ze 7. prosince 1798.
Dne 10. dubna 1799 obdržel direktorát speciální pravomoci kvůli rakousko-ruské invazi po zformování tzv. druhé koalice. Následujícího dne byly zformovány výbory veřejného zdraví, vojenský a finanční. 26. dubna byla před postupujícími rakouskými vojsky evakuována legislativní rada a 29. dubna byla obnovena rakouská vláda a direktorát odstraněn.

### Druhá republika
Po porážce Francie v dubnu 1799 byla republika rozpuštěna a okupována rusko-rakouskými oddíly pod velením ruského generála Suvorova. Ten jmenoval provizorní vládu vedenou Císařskou komisí v čele s mantovským hrabětem Luigi Cocastellim. Po Napoleonem vyhrané bitvě u Marenga byla Cisalpinská republika 4. června 1800 oficiálně obnovena a 17. června Napoleon ustanovil Mimořádný vládní výbor sestávající z 9 členů a legislativní Consultu. 6. července byly anulovány všechny úkony, vydané za rakouské okupace a poté obnovena trikolóra. Dne 25. září byly pravomoci Mimořádného výboru přeneseny na tříčlenný Vládní výbor.
Jelikož uprchlý savojský král Karel Emmanuel IV. odmítl podepsat s Francií mírovou smlouvu, na Napoleonův příkaz anektovala republika 13. října 1800 Novaru, a tím posunula svou hranici od Ticina k Sesii. Po porážce Rakouska a mírové dohodě z Lunéville (9. února 1801) se území Cisalpinské republiky rozšířilo také východním směrem až k řece Adiže. Dne 13. května 1801 došlo také k změně departementů, kdy byl vytvořen departement Agogna (Novara), obnoven departement Lario a zrušen departement Adda-e-Oglio.
Dne 12. listopadu 1801 byla svolána Mimořádná cisalpinská Consulta v Lyonu. Ta v lednu 1802 rozhodla o změně jména na Italskou republiku. Prvním prezidentem byl 24. ledna zvolen samotný Napoleon a o dva dny později byla oficiálně vyhlášena Italská republika.